# シメオン・ウロシュ・パレオロゴス
シメオン・ウロシュ・パレオロゴス（セルビア語: Симеон Урош Палеолог, ラテン文字転写: Symeon Uroš Palaiologos, ギリシア語: Συμεών Ούρεσις Παλαιολόγος, 生年不詳 - 1371年12月4日）は、セルビア王ステファン・ウロシュ3世デチャンスキと2番目の妻マリア・パレオロギナの間の息子。ステファン・ウロシュ4世ドゥシャンの異母弟でイピロス専制公（在位：1350年 - 1356年）・セサリア「皇帝」（在位：1359年 - 1371年）。セルビア語では「シニシャ」（セルビア語: Синиша, ラテン文字転写: Siniša）という別称がある。古典式慣例表記ではシュメオン・ウロシュ・パライオロゴス。

## 生涯
母マリアは東ローマ皇帝アンドロニコス2世パレオロゴスの弟コンスタンディノスの孫娘であり、したがってシメオンは母方でミハイル8世パレオロゴスの玄孫にあたる。シメオンの生年については不明であるが、母マリアがステファン・ウロシュ3世に嫁いだのは1325年頃と考えられており、ステファン・ウロシュ3世の没年（1331年）前後までの間に生まれたものと思われる。異母兄のステファン・ウロシュ4世（1308年生）とは年齢的に20歳程度離れており、義兄弟となるニキフォロス2世ドゥカス・オルシーニ（1329年生）とはほぼ同年代ということになる。
1337年、東ローマ帝国のイピロス専制公国併合開始後、皇帝アンドロニコス3世パレオロゴスとドゥシャンとの間で故専制公ジョヴァンニ2世オルシーニの娘ソマイスとシメオンとの結婚が取り決められたようである。当時のシメオンは若年のため、さしたる活躍はしていなかったが、ドゥシャンがマケドニア地方を征服しスコピエで「皇帝」として戴冠した1346年に専制公に叙せられる。ドゥシャンがイピロス・セサリアの征服を完了した1350年頃、正式にソマイスと結婚し、そのままイピロス地方の統治官として着任した。なお、隣接するセサリアにはドゥシャンの娘婿グルグール・プレリュブが「副帝」（ケサル＝カエサル）爵位称号を得て統治の任に就いた。
1355年、兄ステファン・ウロシュ4世、プレリュブの相次ぐ死去はセルビア本国（すでに多数の諸侯が自立を強めていた）、イピロス・セサリアそれぞれを巡る政治的状況に空白を作り出した。シメオンにとっては好機となり、彼は帝位の継承及びイピロス・セサリアの統合という2つの野望を追い求めたが、翌1356年、突如東ローマ帝国から帰郷した妻ソマイスの兄弟ニキフォロス2世の攻撃を受け、マケドニア地方のカストリアに追い払われてしまう。彼はイピロスを諦めて帝位に狙いを絞り兄の遺児ステファン・ウロシュ5世と争うが、優位に立つことが出来ないまま、決着がつく前に1359年にニキフォロス2世の訃報が届いたため、狙いを再度変えてイピロス・セサリアの掌握に向かい、これに成功する。彼は自らの拠点をセサリアのトリカラに定めて宮廷を築き、甥ウロシュ5世への対抗上自ら「皇帝」として戴冠した。
ニキフォロス2世の失敗は、すでにイピロス南部で大きな勢力となりつつあったアルバニア人の力を過小評価したことに原因があった。また、この地域におけるセルビア人は少数派であり、統治機構の未熟さも相まって、広範な領域を長期にわたり統合し、組織的に支配することは不可能であった。
こうしたことを悟ったシメオンは、イピロス・セサリア両地域の一人支配を早々に断念し、特にアルバニア人勢力の強いイピロス南部をアカルナニア（中心都市はアンゲロカストロン）・エトリア（古代名アイトーリア、中心都市はアルタ）の2つに分けて前者をギン・ブア・スパタ、後者をピェトリ・リョシャという2人の族長に分け与え、それぞれに専制公の称号を与えた。彼らは皇帝の臣下としてシメオンに服属することになったが、その関係は多分に名目的なものに過ぎず、イピロスとセサリアは実質的に分断され、さらにイピロスそれ自体が三分されることになったのである。
シメオンは、ヨアニナを含むイピロス北中部は自らの手に残しておくつもりであったが、南部に定着したアルバニア人が再度北への拡大を試み、それへの対応に苦慮することとなった。彼はプレリュブの遺児トマ・プレリュボヴィチを招き、彼を娘マリアと結婚させた上で専制公称号を与え、1367年にヨアニナの支配者とした。プレリュボヴィチもまたこの地で実質的な独立を獲得し、シメオン自身の手にはセサリアと皇帝称号のみが残された。
シメオンは1371年12月4日、ライバルであった甥ウロシュ5世と全く同じ日に死去した。シメオンが死去したトリカラとウロシュ5世が死去したスコピエとは数百キロメートル離れており、両者の死は全くの偶然であろう。この日が実質的にネマニッチ朝の断絶と滅亡の日ということになる。
シメオンとソマイスの間には2人の息子、1人の娘が生まれた。長男ヨヴァン・ウロシュ・パレオロゴスはシメオンの後を継いで皇帝となったが、間もなく修道士となり、メテオラ修道院に隠退した。次男ステファン・ドゥカス・チェルノイは、兄の許でセサリア地方の一都市ファルサロスの領主となった。娘マリア・ドゥケナ・アンゲリナ・パレオロギナはトマ・プレリュボヴィチの妻となったが、夫の死後エザウ・ブオンデルモンティと再婚し、彼にイピロス専制公位を伝えた。
（※本項目の表記は中世ギリシア語の発音に依拠した。古典式慣例表記については各リンク先の項目を参照。また国号については「専制公国」とした）
| 先代 ニキフォロス2世ドゥカス・オルシーニ | セサリア君主 1359年 - 1371年 | 次代 ヨヴァン・ウロシュ・パレオロゴス （セサリア） トマ・プレリュボヴィチ （ヨアニナ） ギン・ブア・スパタ （アカルナニア・アンゲロカストロン） ピェトリ・リョシャ （エトリア・アルタ） |